# آتیلای شکم‌لیمویی
آتیلای شکم‌لیمویی (نام علمی: Attila citriniventris) نام یک گونه از سرده آتیلاها است.